# FCペシュ
FCペシュ（FC Pesch、正式名称：FC Pesch 1956 e.V.）は、ドイツ・ノルトライン＝ヴェストファーレン州ケルンを本拠地とするサッカークラブである。
2024年にオーバーリーガ・ミッテルラインリーガに昇格。

## 歴史
1956年7月1日に創設。
2002年、8部のクライスリーガに参入。
2003-2004シーズン、クライスリーガA・8部優勝、ベツィルクスリーガ・ミッテルライン・スタッフェル2・7部昇格。
2005-2006シーズン、ベツィルクスリーガ・ミッテルライン・スタッフェル4・7部優勝、ランデスリーガ・ミッテルライン・スタッフェル1・6部昇格。
2007-2008シーズン、ランデスリーガ・ミッテルライン・スタッフェル1・6部14位、ベツィルクスリーガ・ミッテルライン・スタッフェル1・7部降格。
2009-2010シーズン、ベツィルクスリーガ・ミッテルライン・スタッフェル1・7部2位、ランデスリーガ・ミッテルライン・スタッフェル1・6部昇格。
2016-2017シーズン、ランデスリーガ・ミッテルライン・スタッフェル1・6部2位、オーバーリーガ・ミッテルラインリーガ・5部昇格。
2017-2018シーズン、オーバーリーガ・ミッテルラインリーガ・5部16位、ランデスリーガ・ミッテルライン・スタッフェル1・6部降格。
2018-2019シーズン、ランデスリーガ・ミッテルライン・スタッフェル1・6部優勝、オーバーリーガ・ミッテルラインリーガ・5部昇格。
2022-2023シーズン、オーバーリーガ・ミッテルラインリーガ・5部15位、ランデスリーガ・ミッテルライン・スタッフェル1・6部降格。
2023-2024シーズン、ランデスリーガ・ミッテルライン・スタッフェル1・6部優勝、オーバーリーガ・ミッテルラインリーガ・5部昇格。

## 過去の成績
- 2003-04 クライスリーガA・スタッフェル1・8部 優勝 昇格
- 2004-05 ベツィルクスリーガ・ミッテルライン・スタッフェル2・7部 5位
- 2005-06 ベツィルクスリーガ・ミッテルライン・スタッフェル4・7部 優勝 昇格
- 2006-07 ランデスリーガ・ミッテルライン・スタッフェル1・6部 12位
- 2007-08 ランデスリーガ・ミッテルライン・スタッフェル1・6部 14位 降格
- 2008-09 ベツィルクスリーガ・ミッテルライン・スタッフェル1・7部 5位
- 2009-10 ベツィルクスリーガ・ミッテルライン・スタッフェル1・7部 2位 昇格
- 2010-11 ランデスリーガ・ミッテルライン・スタッフェル1・6部 12位
- 2011-12 ランデスリーガ・ミッテルライン・スタッフェル1・6部 12位
- 2012-13 ランデスリーガ・ミッテルライン・スタッフェル1・6部 3位
- 2013-14 ランデスリーガ・ミッテルライン・スタッフェル1・6部 8位
- 2014-15 ランデスリーガ・ミッテルライン・スタッフェル1・6部 6位
- 2015-16 ランデスリーガ・ミッテルライン・スタッフェル1・6部 11位
- 2016-17 ランデスリーガ・ミッテルライン・スタッフェル1・6部 2位 昇格
- 2017-18 オーバーリーガ・ミッテルラインリーガ・5部 16位 降格
- 2018-19 ランデスリーガ・ミッテルライン・スタッフェル1・6部 優勝 昇格
- 2019-20 オーバーリーガ・ミッテルラインリーガ・5部 3位
- 2020-21 オーバーリーガ・ミッテルラインリーガ・5部 7位
- 2021-22 オーバーリーガ・ミッテルラインリーガ・5部 10位
- 2022-23 オーバーリーガ・ミッテルラインリーガ・5部 15位 降格
- 2023-24 ランデスリーガ・ミッテルライン・スタッフェル1・6部 優勝 昇格

## タイトル

### 国内タイトル
- クライスリーガA・スタッフェル1: 1回

2003-04
- ベツィルクスリーガ・ミッテルライン・スタッフェル4: 1回

2005-06
- ランデスリーガ・ミッテルライン・スタッフェル1: 2回

2018-19, 2023-24

### 国際タイトル
なし

## 歴代監督
- エルトゥールル・ギュレリューズ 1999-2004
- ベルント・ウィンクホールド 2006-2007
- カート・マウス 2007-2008
- カール・スリッカーズ 2008-2011
- ラインホルト・ヘック 2011-2015
- ピーター・マウス 2015-2018
- アリ・メイボディ 2016-2023
- サルヴァトーレ・トロヴァート 2023
- マヒル・オズカラ 2023
- アブドラ・ケセログル 2023-

## 歴代所属選手

### GK
- トルステン・ザトコウスキー 2011-2013
- 池田海人 2019-2020
- 一条恒汰 2023-2024

### DF
- ヴィクトル・ヴァシュチェンコ（英語版） 1992-1993
- ママドゥ・トゥーレ 2008
- マーク・キラン 2012
- キュネイト・カーラマン 2012-2013
- ミハエル・ベウス 2012-2017
- エセム・カイス 2012-2017
- スヴェン・ジョーダン 2012-2015
- 山原琢夢 2023、2024-

### MF
- ホルガー・ミュラーマイスター 2003-2006、2007-2008
- セルダール・ビュユクンサル 2005-2008
- テキン・カキル 2006-2008
- パトリック・レーア 2008-2011
- ミルカン・イルバイ 2010-2011
- セバスチャン・ボーデンレーダー 2010-2020
- スティーブ・エメメクウェ 2011
- モーリッツ・アルテンラート 2011-2013、2015-2016
- ヤン・ヘンドリック・フェルスマン 2011-2016
- デニス・ガルダウスキー 2011-2013
- 黒木朋弥 2021-2023、2024-
- 江田光之介 2023

### FW
- ユルゲン・ジェンドロシェク（ドイツ語版） 1982–1988
- ヴィクトル・ピムシン（英語版） 1992-1993
- セルカン・オクタン 2009-2015
- デニス・デプタ 2012-2015
- トビアス・シュレレス 2012-2013
- 磯部力 2024